# Geissanthus myrianthus
Geissanthus myrianthus là một loài thực vật có hoa trong họ Anh thảo. Loài này được (Mansf.) G.Agostini mô tả khoa học đầu tiên năm 1970.